# 알폰소 사모라
알폰소 사모라 키로스(스페인어: Alfonso Zamora Quiroz, 1954년 2월 9일~)는 멕시코의 권투 선수이다. 1972년 하계 올림픽 밴텀급 은메달을 획득했으며, 세계 복싱 협회(WBA) 밴텀급 챔피언에 올랐다. 프로 선수로서 통산 전적 33승(32KO) 5패를 기록했다.

## 생애
멕시코시티 출신이다. 1972년에 서독 뮌헨에서 열린 1972년 하계 올림픽에 멕시코 국가대표로 참가했으며, 필리핀의 리카르도 포르탈레사, 서독의 슈테판 포르스터, 스페인의 후안 프란시스코 로드리게스, 미국의 리카도 카레라스를 차례로 꺾고 결승에 진출했다. 결승에서는 쿠바의 오를란도 마르티네스에게 패하여 은메달을 획득했다.
1973년 프로 선수로 데뷔했으며, 1975년 3월 14일 대한민국의 홍수환을 4회 KO로 물리치고 WBA 밴텀급 타이틀 획득했다. 이후 챔피언 자를 5차까지 방어 성공했다. 
2005년 세계 복싱 명예의 전당에 헌액되었다.